# Proasellus racovitzai
Proasellus racovitzai és una espècie de crustaci isòpode pertanyent a la família dels asèl·lids.

## Distribució geogràfica
Es troba a Europa: la cova Goueil-di-Her (l'Alta Garona, França).